# ليليان علائي
ليليان إليزابيث علائي (ني ويس) (2 يوليو 1929 - 20 أبريل 2023) كانت امرأة بهائية أسترالية تحمل لقب فارسة بهاء الله. لقد خدمت الدين البهائي لمدة تقرب من ثمانين عامًا، مع تخصيص حوالي سبعة وخمسين عامًا من تلك الأعوام للخدمة في ساموا الغربية وساموا الأمريكية. لقد منح شوقي أفندي، الوصي على الدين البهائي من عام 1921 إلى عام 1957، لقب فارس بهاء الله للبهائيين الذين فتحوا مناطق جديدة كجزء من خططه التعليمية البهائية الموجهة نحو تحقيق أهداف لمدة عشر سنوات.

## الحياة المبكرة والتعليم
تعلمت ليليان عن الدين البهائي من أصدقاء المدرسة في سن مبكرة، ثم أصبحت بهائيًا في عام 1944. لقد خدمت الدين البهائي لأول مرة من خلال الريادة والتدريس للدين البهائي في أوروبا من عام 1947 إلى عام 1952. وبعد عودتها إلى أستراليا بناءً على طلب شوقي أفندي، ولي أمر الدين من عام 1921 إلى عام 1957، ساعدت ليليان المجتمع البهائي الأسترالي في تدريس الدين البهائي في ولايات مختلفة في عام 1953. ثم عملت في الجمعية الروحية الوطنية للبهائيين في أستراليا ونيوزيلندا، قبل أن تستقيل لتصبح رائدة البهائية الأولى في ساموا الغربية في عام 1954 كجزء من الحملة العالمية التي استمرت عشر سنوات، كفارس من فرسان بهاء الله. خدمت ليليان الدين البهائي في مناصب إدارية مختلفة في ساموا الغربية (دولة ساموا المستقلة) وساموا الأمريكية حتى عام 2010، قبل أن تعود مرة أخرى إلى أستراليا.

## مقدمة لتعاليم الدين البهائي
ولدت ليليان في أستراليا وشقيقها فرانك وايس (1927-2007)، أثناء إقامتهما في تامور في ريف نيو ساوث ويلز، وسمعا عن الدين البهائي من زملائهما الطلاب (الذين كانوا أشقاء) في مدرسة باورال الثانوية خلال سنوات الحرب العالمية الثانية. "لقد قبلت ليليان وشقيقها فرانك الدين البهائي في مدرسة ييرينبول البهائية في أيام مختلفة في عام 1944. في رسالة كتبت نيابة عن شوقي أفندي، ولي أمر الدين، في 10 ديسمبر 1944، أشار ولي الأمر إلى ليليان وشقيقها باعتبارهما "شابين مستنيرين"، ورحب بهما في الدين البهائي.

## خدمة الدين البهائي في أوروبا
كان والدا ليليان من المهاجرين السويسريين وبالتالي تقرر أن تقضي ليليان بعض الوقت مع أقاربها في سويسرا عندما تكمل تعليمها. سافرت ليليان على نطاق واسع في جميع أنحاء أوروبا، التي كانت في طور الخروج من تأثيرات الحرب العالمية الثانية، أثناء إقامتها في سويسرا من عام 1947 إلى عام 1952. في ديسمبر 1949، عرضت ليليان خدماتها على اللجنة التعليمية الأوروبية لريادة الدين البهائي في أوروبا، وقد وافق على ذلك شوقي أفندي، ولي أمر الدين، في رسالة موجهة إلى ليليان في 25 يناير 1950. وبعد ذلك أصبحت ليليان رائدة في النرويج في عام 1950 لمدة 6 أشهر. في مايو 1952، كتبت ليليان إلى صحيفة الغارديان، تطلب منه أن يكون رائدًا في أفريقيا. وفي رسالة موجهة إلى ليليان من شوقي أفندي ولي أمر الدين بتاريخ 4 يونيو 1952، ناشدت الولي ليليان العودة إلى أستراليا وخدمة الدين البهائي في بلد ميلادها، حتى لا تفشل الجماعة البهائية الأسترالية في تحقيق أهدافها التعليمية. كانت ليليان أحد المتحدثين الرئيسيين في مؤتمر التدريس الأوروبي والمدرسة الصيفية في لوكسمبورج، الذي نظمته لجنة التدريس الأوروبية في أغسطس وسبتمبر 1952. عادت ليليان إلى أستراليا بناءً على طلبه، بعد أن خدم الإيمان في أوروبا، ووصل إلى سيدني في ديسمبر 1952.

## خدمة الدين البهائي في أستراليا
عند عودتها إلى أستراليا، طلب المجلس الروحي الوطني للبهائيين في أستراليا ونيوزيلندا من ليليان زيارة المجتمعات البهائية في أربع ولايات في أستراليا والمساعدة في حملاتهم التعليمية. في فبراير ومارس 1953، تحدثت ليليان في مجموعة من الأماكن العامة عن تجاربها في أوروبا من عام 1947 إلى عام 1952، وكذلك عن المبادئ الراسخة للدين البهائي، بما في ذلك المساواة بين الجنسين، ووحدة البشرية، والقضاء على العنصرية والتحيز، والتعليم الشامل، والقضاء على التطرف في الثروة والفقر، والتناغم بين العلم والدين، والوحي التقدمي، والتحقيق المستقل في الحقيقة. وقد عُزز خطاباتها العامة في ذلك الوقت من خلال عرضها للشرائح الملونة للدول الأوروبية. كانت ليليان، بكل المقاييس، متحدثًةً بارعًةً وملهمةً ومنشطًةً، ووصفتها وسائل الإعلام في ذلك الوقت بأنها "ساحرة، حيوية، ومثقفة للغاية". في أبريل 1953، أُنتخبت ليليان عضوًا في المحفل الروحاني الوطني للبهائيين في أستراليا ونيوزيلندا. لكن فترتها مع هذا الحاكم الوطني انتهت بسبب مناشدة شوقي أفندي، ولي أمر الدين للبهائيين في جميع أنحاء العالم لريادة مناطق جديدة كجزء من الحملة الصليبية التي استمرت عشر سنوات 1953-1963. كانت ليليان واحدة من ستة من الأعضاء التسعة في الجمعية الروحية الوطنية في ذلك الوقت الذين قرروا الاستقالة من الجمعية والريادة في مناطق جديدة. لقد تجاوزت استجابة هؤلاء البهائيين الأستراليين استجابة أي هيئة حاكمة وطنية أخرى في العالم. وفي رسالة موجهة إلى "ليليان" نيابة عن شوقي أفندي في 19 يوليو 1953، أوصت الرسالة بأنه على الرغم من العمل المهم في التدريس والإدارة في الجمعية الوطنية، فإن "العمل الرائد أصبح أكثر إلحاحًا في الوقت الحاضر"، وشجعت بشدة الخدمة الرائدة في جزر المحيط الهادئ. وأكدت أيضًا أن البهائيين الذين يرغبون في القيام بهذا الالتزام دون تأخير سيدرجون في قائمة الشرف.أُدرجت ليليان رسميًا في قائمة الشرف هذه باعتبارها فارسًا من فرسان حضرة بهاء الله لجزر ساموا في مارس 1954.

## الريادة كبهائية ومستوطنة في جزر ساموا
بعد أن فشلت المحاولة الأولية للهجرة إلى جزر سليمان، قررت ليليان الهجرة إلى ساموا. في رحلتها من أستراليا إلى ساموا، التحقت ليليان بمدرسة صيفية بهائية في أوكلاند، نيوزيلندا، حيث التقت بزوجها المستقبلي سهيل علائي. في 14 يناير 1954، وصل ليليان إلى أبيا، ساموا الغربية، و عُينت فارسًا من فرسان بهاء الله في قائمة الشرف من قبل شوقي أفندي، وهو اللقب الذي مُنح للبهائيين الذين فتحوا مناطق جديدة للدين البهائي خلال الحملة الصليبية التي استمرت عشر سنوات. نجحت ليليان في تأمين وظيفة في اليوم التالي لوصولها. ومع ذلك، في الأشهر القليلة الأولى، واجهت أيضًا تحديات صحية. تزوجت ليليان وسهيل علائي في سوفا، فيجي، في نوفمبر 1954، في حفل زفاف نظمه المحفل الروحاني المحلي للبهائيين في سوفا. كان هذا أول زواج بهائي في جنوب المحيط الهادئ. كان حفل الزفاف في حد ذاته ملحوظًا بسبب التنوع الثقافي والمسافات التي قطعها العروس والعريس والضيوف. ثم انتقل الزوجان مرة أخرى إلى أبيا، ساموا الغربية، وعلى مر السنين ولد طفلان ونشأا في ساموا الغربية. كان والدا سهيل علائي وشقيقيه الأصغر سناً من الرواد البهائيين في أبيا، ساموا الغربية، ولكن بناءً على اقتراح ولي الأمر، شوقي أفندي، انتقلوا لاحقًا إلى هاستينجز، نيوزيلندا. في عام 1959، انتقلت ليليان وزوجها وطفليهما بشكل دائم إلى ساموا الأمريكية لريادة هذه المنطقة والحفاظ عليها مفتوحة أمام الإيمان. وُلِد طفلهما الثالث ونشأ في ساموا الأمريكية، وأنشأوا لاحقًا عملًا تجاريًا هناك.

## خدمة الدين البهائي في جزر ساموا
وبفضل مهارات ليليان في التدريس والإدارة، توسعت الديانة البهائية بسرعة وتعززت في ساموا الغربية. تأسست أول جمعية روحية محلية في أبيا، ساموا الغربية في أبريل 1957. في ديسمبر 1958، قامت الجمعية الروحية المحلية للبهائيين في أبيا، برئاسة "ليليان" كسكرتيرة، بتنظيم أول مدرسة صيفية بهائية في ساموا الغربية في ديسمبر 1958. في عام 1959، كان إينوك أولينغا أول من زار ساموا الغربية من بين رجال الدين. خلال منتصف الستينيات، خدمت ليليان وزوجها أيضًا في الجمعية الروحية للبهائيين في ليكوود، كاليفورنيا. خلال أواخر الستينيات، انتُخبت ليليان لعضوية الجمعية الروحية الوطنية للبهائيين في جنوب المحيط الهادئ، وهي هيئة حاكمة إقليمية للمجتمعات البهائية في العديد من دول المحيط الهادئ. بعد ذلك، خدمت ليليان كعضو منتخب في الجمعية الوطنية للبهائيين في ساموا من عام 1970 إلى عام 1989، وهي الهيئة الحاكمة للمجتمعات البهائية في كل من دولة ساموا المستقلة (ساموا الغربية سابقًا) وساموا الأمريكية، والتي تشكلت في عام 1970. كما حضرت ليليان مؤتمرات دولية في أستراليا على مر السنين، مثل مؤتمر سيدني في أكتوبر 1967 ومؤتمر كانبيرا في سبتمبر 1982 متحدثًا بصفته سفيرًا للمجتمع البهائي في ساموا ومنطقة جنوب المحيط الهادئ الأوسع.

## الإرث الدائم لفارس بهاء الله لجزر ساموا
لقد امتدت الخدمة المخلصة والمخلصة التي قدمتها ليليان، المولودة في أستراليا، للدين البهائي لحوالي ثمانية عقود في أوروبا وأستراليا والمحيط الهادئ. عندما كانت في سن المراهقة، أصبحت ليليان بهائية عندما كانت نظرتها للعالم تتشكل بسبب الكساد الأعظم وأهوال الحرب العالمية الثانية. في ذلك الوقت، كانت ليليان أيضًا في صحبة محترمة من الشباب الآخرين في مدرسة باورال الثانوية - شقيقها الأكبر فرانك وايس وستينلي بولتون، الذي أصبح مع علاء أيضًا فرسان بهاء الله، وهو شرف يُمنح للبهائيين الذين كانوا روادًا في مناطق جديدة خلال الحملة الصليبية العالمية التي استمرت عشر سنوات من عام 1953 إلى عام 1963. كان فرانك وايس رائدًا في استكشاف جزر كوكوس في المحيط الهندي في 4 يونيو 1955، لكنه اضطر إلى المغادرة بعد فترة وجيزة. وفي وقت لاحق، أصبح رائدًا في بابوا غينيا الجديدة في عام 1957. كان ستانلي بولتون رائدًا في استكشاف تونغا في 25 يناير 1954. بعد أن تركت هذه المجموعة من الشباب البهائيين المدرسة، التحق أيضًا شاب آخر يتمتع بمستقبل متميز كبهائي بمدرسة باورال الثانوية: بيتر خان، الذي خدم لاحقًا كعضو في بيت العدل الأعظم في حيفا، الهيئة الحاكمة العليا للدين البهائي من عام 1987 حتى تقاعده في عام 2010.
إن القيادة والإلهام والعلاقات الاجتماعية والخدمة المثالية التي قدمتها "ليليان" باعتبارها رائدةً بهائيًتا وفارسةً من فرسان بهاء الله، مكنت من تحقيق تقدم كبير للدين البهائي في ساموا الغربية. صاحب السمو ماليتوا تانومافيلي الثاني، ملك ساموا (ورئيس الدولة منذ استقلالها عن نيوزيلندا في عام 1962)، تلقى عرضًا رسميًا للتعاليم البهائية من خلال زيارة يد القضية الدكتور أوغو جياتشيري في 16 يناير 1968، وأصبح مؤمنًا، وأكد علنًا قبوله للدين البهائي في 31 مارس 1973. وبذلك أصبح أول ملك حاكم يعتنق الديانة البهائية. لمدة عقدين تقريبًا، عمل سهيل العلائي كحلقة وصل بين بيت العدل الأعظم وصاحب السمو ماليتوا تانومافيلي الثاني. وكان أحد الإنجازات الكبرى الأخرى التي حققتها الطائفة البهائية في ساموا الغربية هو بناء مشرق الأذكار. يقع هذا البيت للعبادة في تياباباتا، ويُوصف بأنه المعبد الأم لجزر المحيط الهادئ. أقيم حفل وضع حجر الأساس للمعبد برئاسة أمة البهاء روحيه خانوم وصاحب السمو ماليتوا تانومافيلي الثاني، ملك ساموا، في 27 يناير 1979، في الذكرى الخامسة والعشرين لوصول البهائية وتأسيسها في ساموا الغربية على يد ليليان في عام 1954. قبل هذا الحفل ألقت ليليان خطابًا عامًا بعنوان "خمسة وعشرون عامًا من الإيمان البهائي في ساموا". وقد حضر حفل الافتتاح الرسمي لمشرق الأذكار في الأول من سبتمبر عام 1984 أيضًا أمة البهاء روحيه خانوم وصاحب السمو ماليتوا تانومافيلي الثاني، رئيس دولة ساموا. في هذا الحفل، كُرمت ليليان لجهودها في جلب الدين البهائي إلى جزر ساموا ولخدماتها.
في مايو 1992، كانت ليليان واحدةً من 113 فارسًا من فرسان بهاء الله الذين اجتمعوا في المركز البهائي العالمي في حيفا. كانت ليليان حاضرةً في مؤتمر "أمواج محيط واحد" في أبيا في سبتمبر 2004 والذي صادف الذكرى الخمسين لدخول الدين البهائي إلى ساموا الغربية والذكرى العشرين لافتتاح دار العبادة البهائية، كجزء من احتفالات اليوبيل الذهبي في عدد من البلدان حيث تأسست المجتمعات البهائية في المراحل الافتتاحية للحملة العشرية. في مؤتمر "أمواج محيط واحد" الذي عقد في سبتمبر 2004، ألقت ليليان كلمة عن فرسان بهاء الله الأربعة والعشرين، خمسة عشر منهم من النساء، الذين حملوا الدين البهائي إلى جزر المحيط الهادئ. في عام 2014، بمناسبة الذكرى الستين لظهور الديانة البهائية، أعرب رئيس وزراء ساموا آنذاك، السيد تويلايبا سايليلي ماليليغاوي، عن امتنانه للمجتمع البهائي الساموي "لخدمته الطويلة في تنمية المجتمع الساموي". وشملت خدمات ليليان للمجتمع البهائي أيضًا العمل في البرامج الإذاعية والتلفزيونية المنتجة في ساموا الأمريكية والخدمة في مجلس إدارة مجلة هيرالد أوف ذا ساوث البهائية الدولية.
وبسبب مشاكل صحية، عادت ليليان، التي كانت تبلغ من العمر 81 عامًا آنذاك، من ساموا الأمريكية إلى أستراليا في 10 ديسمبر 2010 للعيش مع عائلتها. لقد خدمت الدين البهائي في ساموا الغربية وساموا الأمريكية لمدة تقرب من 57 عامًا، وقد رحب بها عند وصولها أعضاء المجتمع البهائي الساموي المغتربين. في السنوات الأخيرة من إقامتها في أستراليا، واصلت ليليان خدمة الدين البهائي بنشاط في مختلف القدرات وكانت ليليان مصدر إلهام لتشكيل تجمع باسيفيكا المستوحى من البهائية، والذي يجتمع كل ثلاثة أشهر، وكانت تحضره بانتظام. توفيت ليليان في 20 أبريل 2023. أقامت الجماعة البهائية في جزر ساموا حفلًا تذكاريًا في دار العبادة تكريمًا لـ "ليليان" في 14 مايو 2023.